# 대한민국 민법 제657조
대한민국 민법 제657조는 권리의무의 전속성에 대한 민법총칙 조문이다.

## 조문
제657조(권리의무의 전속성) ①사용자는 노무자의 동의없이 그 권리를 제삼자에게 양도하지 못한다.
②노무자는 사용자의 동의없이 제삼자로 하여금 자기에 갈음하여 노무를 제공하게 하지 못한다.
③당사자 일방이 전2항의 규정에 위반한 때에는 상대방은 계약을 해지할 수 있다.

第657條(權利義務의 專屬性) ①使用者는 勞務者의 同意없이 그 權利를 第三者에게 讓渡하지 못한다.
②勞務者는 使用者의 同意없이 第三者로 하여금 自己에 가름하여 勞務를 提供하게 하지 못한다.
③當事者 一方이 前2項의 規定에 違反한 때에는 相對方은 契約을 解止할 수 있다.

## 참고 문헌
- 오현수, 일본민법, 진원사, 2014. ISBN 978-89-6346-345-2
- 오세경, 대법전, 법전출판사, 2014 ISBN 978-89-262-1027-7
- 이준현, LOGOS 민법 조문판례집, 미래가치, 2015. ISBN 979-1-155-02086-9